# Terry Evans
Terence (Terry) James Francis Evans, född 12 november 1948 i Surrey, är ett brittiskt medium, bosatt och verksam i Sverige. 

## Liv och verksamhet
Terry Evans är född och uppvuxen i Storbritannien. Som ung fick han erfarenhet av såväl byggnadsarbete som arbete med problemungdomar. Sin egen förmåga som medium började han utveckla vid 22 års ålder efter ett eget första möte med ett medium. Idag arbetar han med personlig utveckling och medial verksamhet. Han driver företaget Creative Experiences, som bland annat arrangerar storseanser och håller kurser i medialitet. Verksamheten utgår från en kursgård i Fanthyttan utanför Örebro. På dessa kurser lär man ut "vikten av att ge rena och neutrala bevis på liv efter döden". Via företaget Respons Ability deltar Evans ibland i mer exklusiva andliga evenemang. 
Evans har skrivit boken Berget – vägen till frihet, i vilken han redogör för en egen meditativ metod och berättar om hur han utvecklats och blivit den han är idag. Han har även medverkat i Camilla Elfvings intervjubok Medium: ditt liv med andevärlden (2017).

### Medverkan i media och kritik
Terry Evans har medverkat som medium i TV-serierna Förnimmelse av mord och Det okända. Han har också fått utstå kritik i kvällspress och i en tidskrift som Folkvett för att tjäna pengar på något som bara tycks vara cold reading och andra mentalisttrick.